# Lipinki
Lipinki è un comune rurale polacco del distretto di Gorlice, nel voivodato della Piccola Polonia.
Ricopre una superficie di 66,16 km² e nel 2004 contava 6 920 abitanti.